# Courban
Courban ist eine französische Gemeinde mit 140 Einwohnern (Stand 1. Januar 2022) im Département Côte-d’Or in der Region Bourgogne-Franche-Comté. Sie gehört zum Kanton Châtillon-sur-Seine und zum Arrondissement Montbard.
Nachbargemeinden sind Montigny-sur-Aube im Norden, Veuxhaulles-sur-Aube im Nordosten, Louesme im Osten, Maisey-le-Duc und Villotte-sur-Ource im Süden und Bissey-la-Côte im Westen.

## Bevölkerungsentwicklung
| Jahr                       | 1962 | 1968 | 1975 | 1982 | 1990 | 1999 | 2008 | 2015 |
| -------------------------- | ---- | ---- | ---- | ---- | ---- | ---- | ---- | ---- |
| Einwohner                  | 246  | 213  | 201  | 195  | 142  | 147  | 165  | 175  |
| Quellen: Cassini und INSEE |      |      |      |      |      |      |      |      |

## Sehenswürdigkeiten

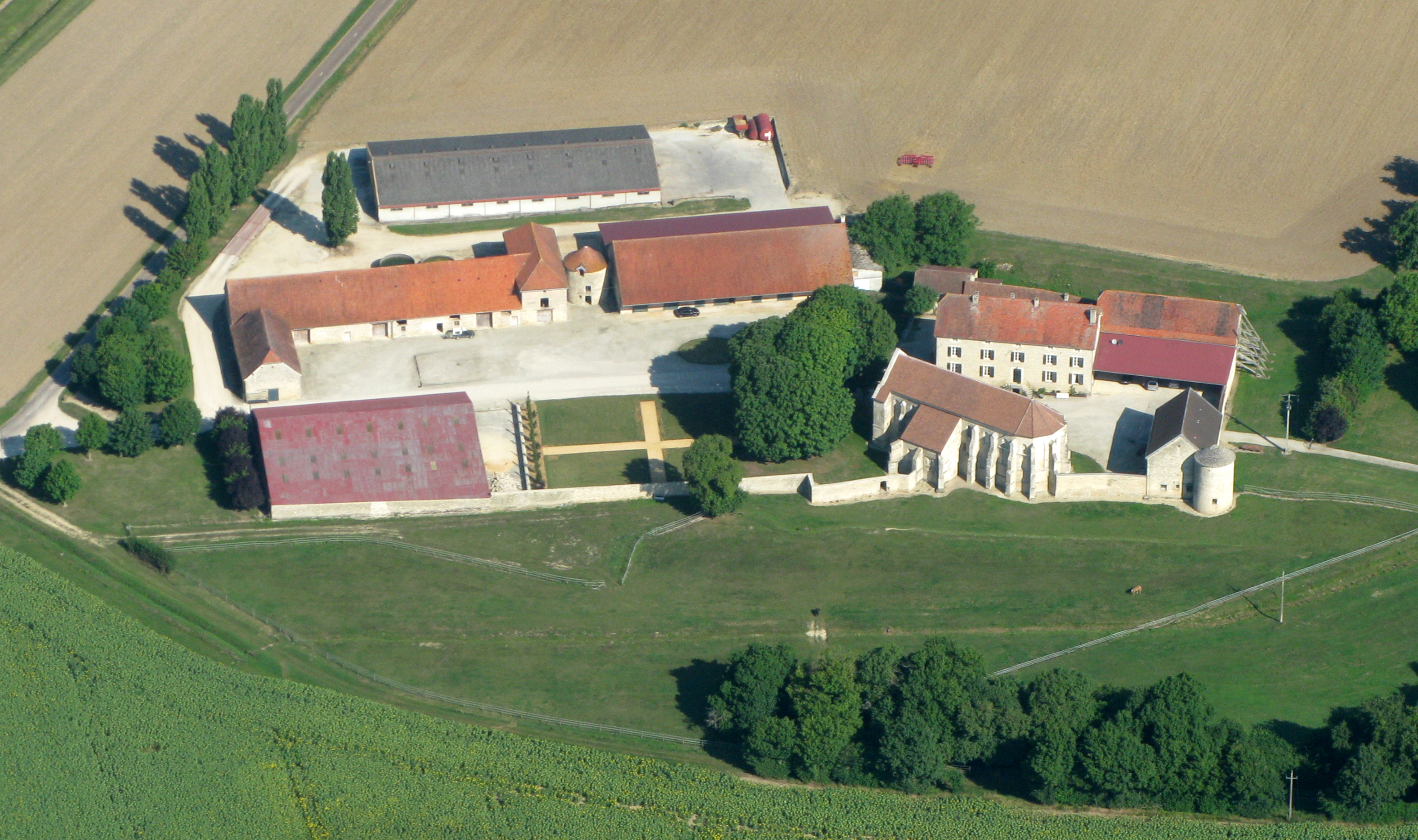
Die Kommende Epailly, Monument historique seit 2010
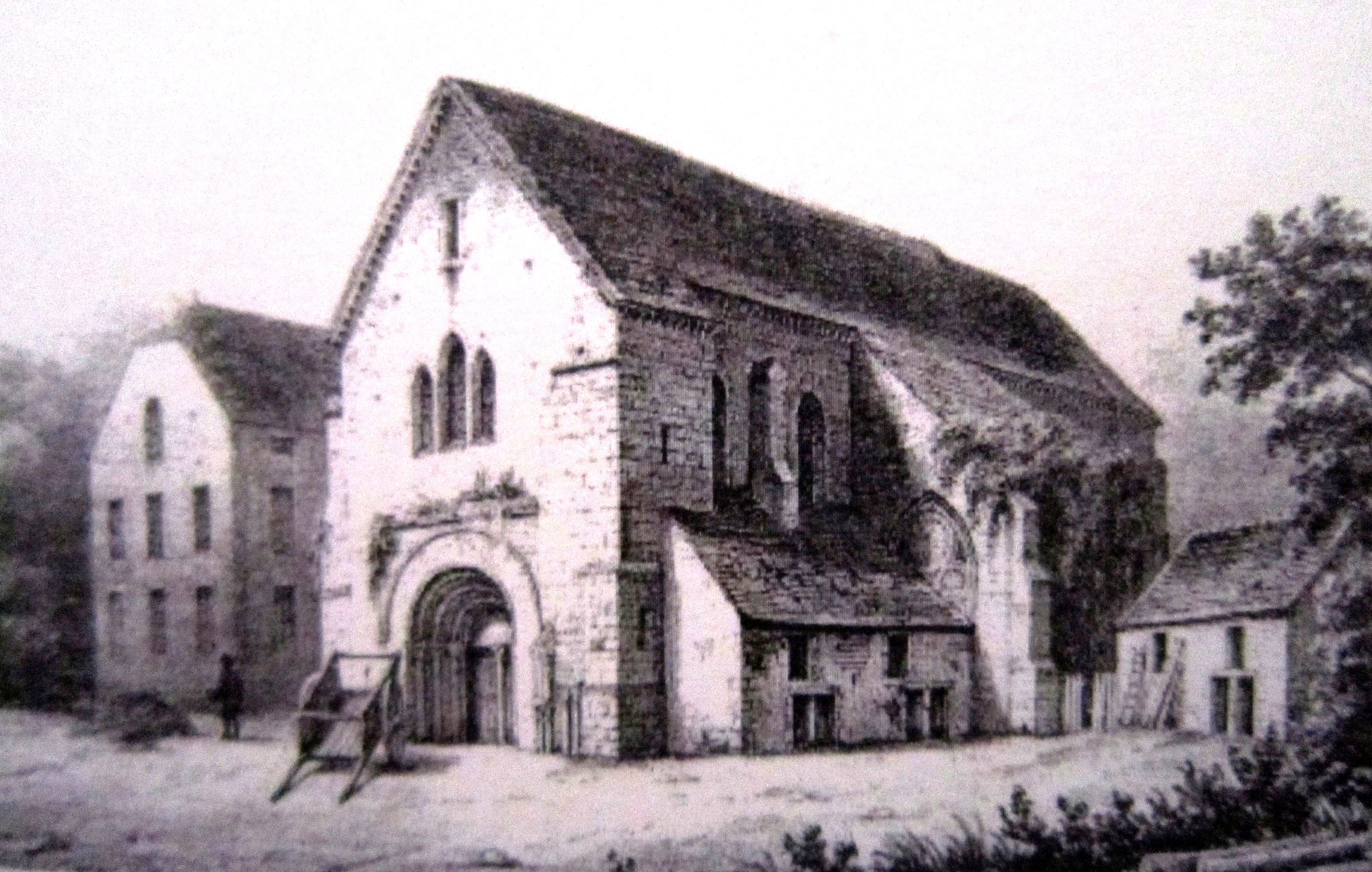
Zur Kommende gehörige Kapelle Saint-Georges
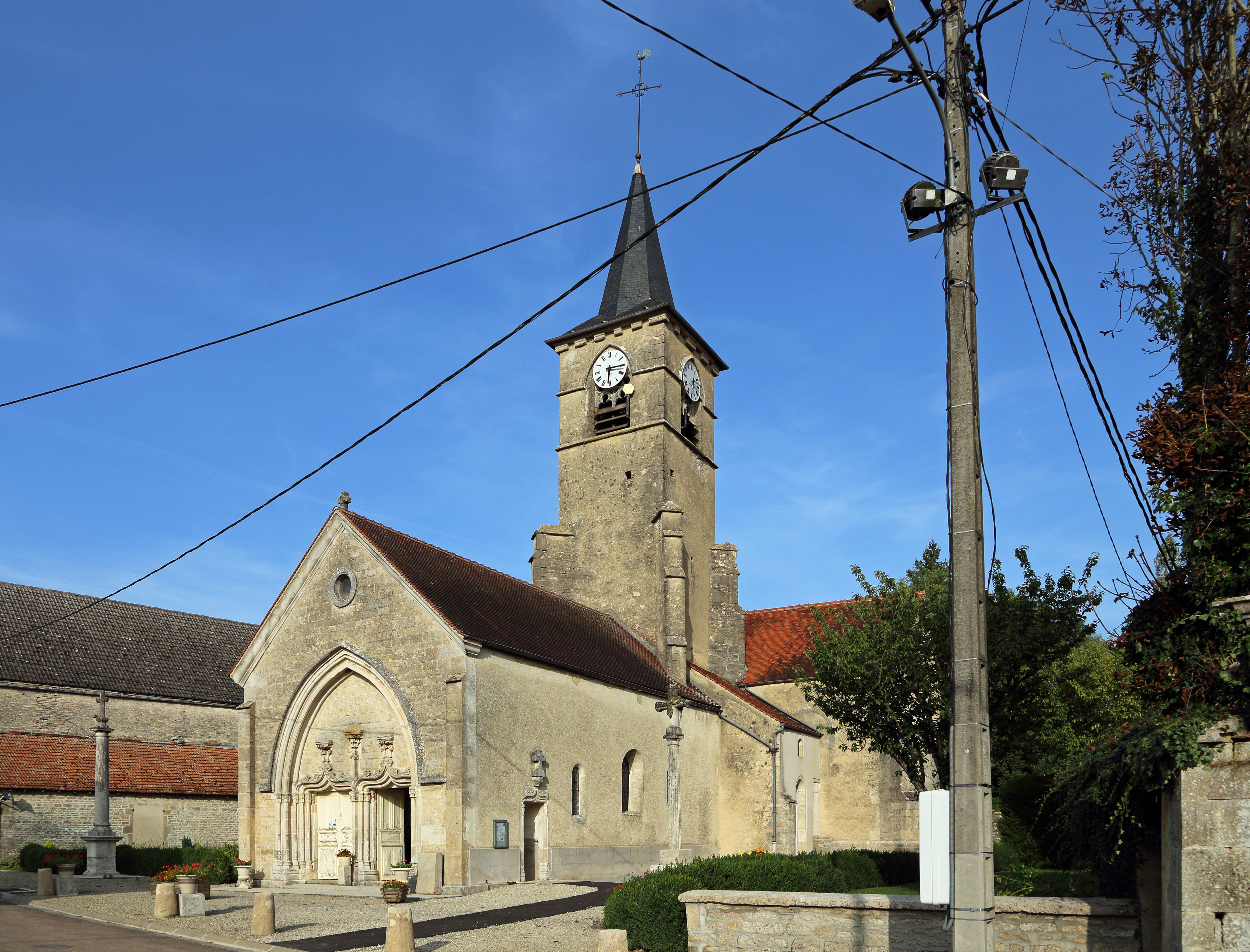
Kirche St-Germain-d’Auxerre
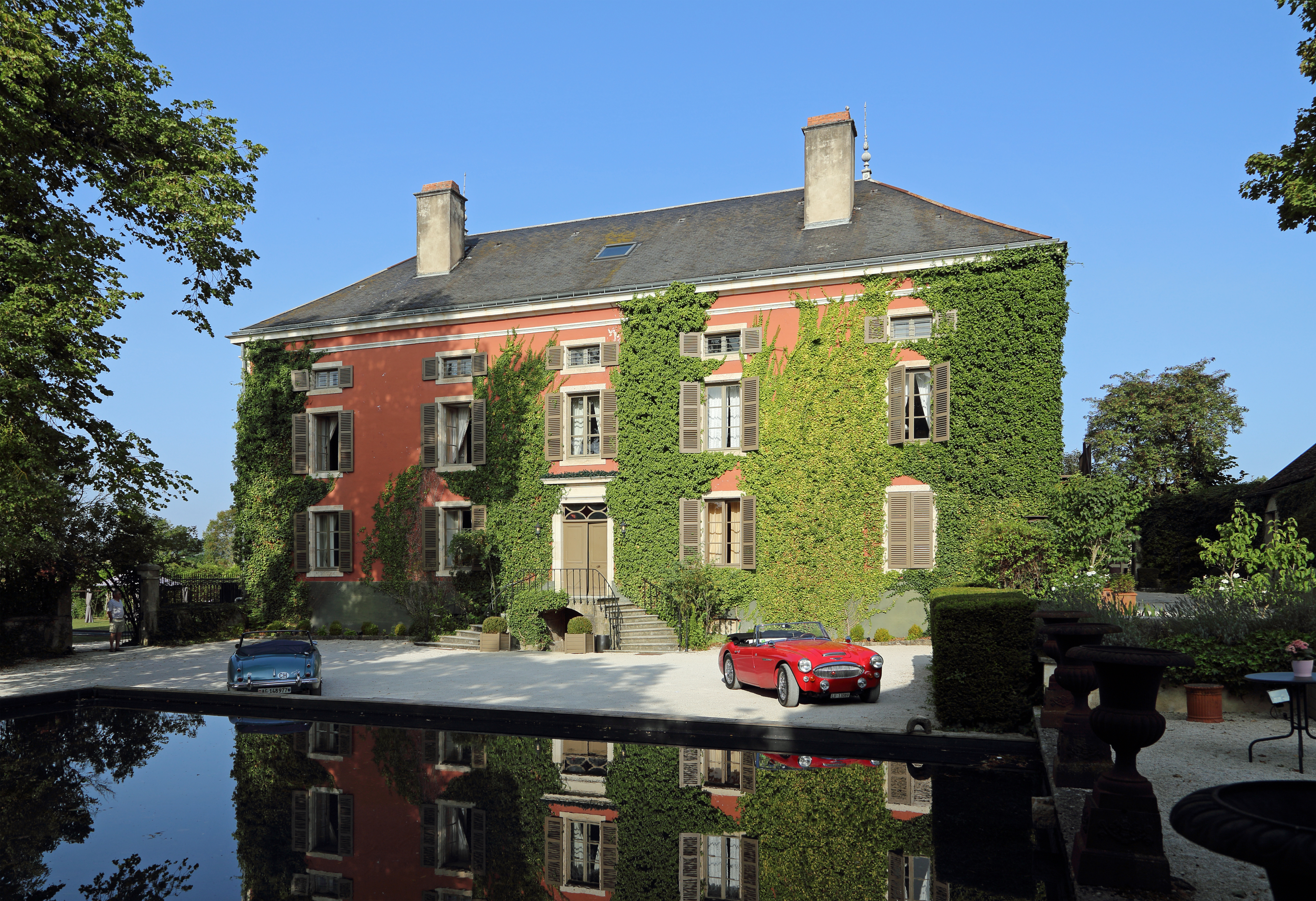
Schloss von Courban